# 888
888 рік — високосний рік, що починається в понеділок за юліанським календарем (четвер за григоріанським).
Раннє Середньовіччя  •  Епоха вікінгів  •  Золота доба ісламу  •  Реконкіста

## Геополітична ситуація
У Візантії триває правління Лева VI. На підконтрольних франкам теренах існують Західне Франкське королівство, Східне Франкське королівство, Італійське королівство, Бургундія. Північ Італії належить Італійському королівству під владою франків, середню частину займає Папська область, герцогства на південь від Римської області незалежні, деякі області на півночі та на півдні належать Візантії, інші окупували сарацини. Піренейський півострів, окрім Королівства Астурія та Іспанської марки, займає Кордовський емірат. Північну частину Англії захопили дани, на півдні править Вессекс.  Існують слов'янські держави: Перше Болгарське царство, Велика Моравія, Приморська Хорватія, Київська Русь.
Аббасидський халіфат очолює аль-Мутамід, халіфат втрачає свою могутність. У Китаї править династія Тан. Значними державами Індії є Пала, Пратіхара, Чола. В Японії триває період Хей'ан. На північ від Каспійського та Азовського морів існує Хозарський каганат. 
На території лісостепової України в IX столітті літописці згадують слов'янські племена білих хорватів, бужан, волинян, деревлян, дулібів, полян, сіверян, тиверців, уличів. Утворилася Київська Русь. У Північному Причорномор'ї співіснують різні кочові племена, зокрема хозари, алани, тюрки, угри, кримські готи. Херсонес Таврійський належить Візантії.

## Події
- Граф Паризький Ед (або Одо) став королем Західного Франкського королівства. Раніше єдина Каролінзька імперія розпалася назавжди.
- Кордовським еміром став Абдаллах Ібн-Мухаммед.
- Заснування монастиря Ніннадзі.
- Інцидент з Ако в Японії (887—888).
- У Китаї розпочалося правління Чжао-цзуна.

## Народились
- Вратіслав I (888—921), князь Чехії з 915 року.

## Померли
- 13 січня — Карл III Товстий, король Франції та Італії, імператор.